# Al Wahda Trípoli
El Al-Wahda SC es un equipo de fútbol de Libia que juega en la Liga Premier de Libia, la liga de fútbol más importante del país.

## Historia
Fue fundado en el año 1954 en la capital Trípoli y es uno de los equipos menos populares de la capital, ya que nunca han sido campeones de la máxima categoría, siendo su título más importante la Copa de Libia en 1993 y un título de Segunda División.
A nivel internacional fue el primer equipo de Libia en competir en la desaparecida Copa CAF en su primera edición en 1992, en la que fue eliminado en la segunda ronda por el ASM Oran de Argelia.

## Palmarés

### Campeonatos nacionales (2)
- Segunda División de Libia (1): 2005/06
- Copa de Libia (1): 1993

## Participación en competiciones de la CAF
| Temporada | Torneo   | Ronda | Club       | Local | Visita | Global |
| --------- | -------- | ----- | ---------- | ----- | ------ | ------ |
| 1992      | Copa CAF | 1     | Al-Mourada | 1-0   | 2-2    | 3-2    |
| 1992      | Copa CAF | 2     | ASM Oran   | 3-1   | 0-3    | 3-4    |